# Zaragoza, Santiago Tilantongo
Zaragoza är en ort i Mexiko.   Den ligger i kommunen Santiago Tilantongo och delstaten Oaxaca, i den sydöstra delen av landet, 300 km sydost om huvudstaden Mexico City. Zaragoza ligger 2 039 meter över havet och antalet invånare är 158.
Terrängen runt Zaragoza är kuperad. Runt Zaragoza är det ganska glesbefolkat, med 24 invånare per kvadratkilometer. Närmaste större samhälle är San Pedro Tidaá, 10,8 km nordväst om Zaragoza. Trakten runt Zaragoza består i huvudsak av gräsmarker.